# Вајт Маунтин Лејк (Аризона)
Вајт Маунтин Лејк (енгл. White Mountain Lake) насељено је место без административног статуса у америчкој савезној држави Аризона.

## Демографија
По попису из 2010. године број становника је 2.205.
| Група             | 2000.    | 2010.         |
| Белци             | 0 (0,0%) | 1.788 (81,1%) |
| Афроамериканци    | 0 (0,0%) | 7 (0,3%)      |
| Азијати           | 0 (0,0%) | 10 (0,5%)     |
| Хиспаноамериканци | 0 (0,0%) | 359 (16,3%)   |
| Укупно            | 0        | 2.205         |